# Febvin-Palfart
Febvin-Palfart là một xã của tỉnh Pas-de-Calais, thuộc vùng Hauts-de-France, miền bắc nước Pháp.

## Dân số
| 1962                                                           | 1968 | 1975 | 1982 | 1990 | 1999 |
| -------------------------------------------------------------- | ---- | ---- | ---- | ---- | ---- |
| 603                                                            | 653  | 612  | 552  | 512  | 497  |
| Census count starting from 1962: Population without duplicates |      |      |      |      |      |